# 武士道：日本之魂

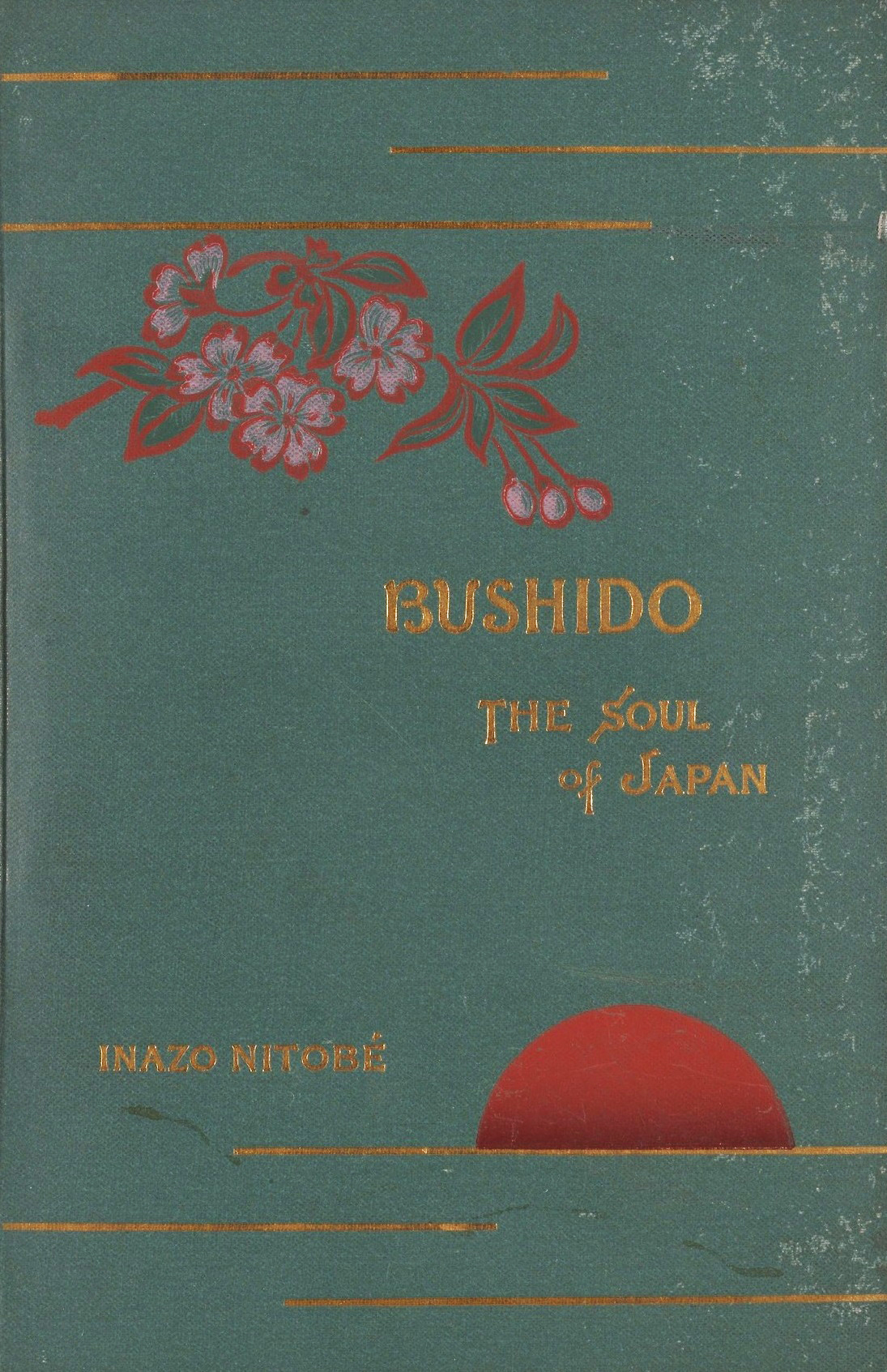
《武士道：日本之魂》封面，1900 年

《武士道：日本之魂》是新渡户稻造所著的一本探索武士之道的书。该书出版于 1899 年。

## 概述
《武士道：日本之魂》与山本恒友（1659年-1719 年）的《叶隐》一样，是对武士之道的研究。这本书作为当时的畅销书，被许多有影响力的外国人阅读，其中包括西奥多·罗斯福总统、约翰·F·肯尼迪总统和童子军创始人罗伯特·贝登堡。
新渡户最初在加利福尼亚州蒙特雷用英语撰写并出版了《武士道：日本之魂》（1899 年），不过根据该书的序言，它是在宾夕法尼亚州马尔文写成的。该书于 1899 年在纽约首次以英文出版，随后，樱井彦一郎于 1908 年将其翻译成日文。此后，柳原忠雄的译文成为日文标准文本，由岩波书店出版销售。
随着日本在成为一个现代国家的同时，也在经历着传统生活和军事的深刻转变，而这部开创性的作品也是他在沉思后的结晶。作为一位优秀的英语文学家，他用英语写过许多作品，这使得他在同时代里著名的日本作家中占有一席之地。
他在武士道中找到了深受日本人民推崇的七种美德的源泉：正、勇、仁、礼、诚、荣、忠。
他还深入研究了日本其他本土传统文化，如佛教、神道教、儒教以及日本武士和圣人数百年来传承下来的道德准则。新渡户通过引用可追溯到罗马、希腊和圣经时代的欧洲和美国思想和文明的塑造者，来寻求相似性和对比。他发现所谓的武士道的武士精神与中世纪骑士精神和古希腊精神非常相似，正如荷马的《伊利亚特》等书中所观察到的那样。

## 批评
该书因以西方骑士精神描绘武士而受到批评。西方骑士精神与明治时期以前的武士道有着不同的诠释，明治以前的武士道是一种注重勇气而非道德的武士价值观体系。
“武士道”这个词并不是新渡户稻造创造的，其书写形式在日本首次使用是在 1616 年甲陽軍鑑上。 17世纪，武士道的概念传播到普通民众，如艺术家菱川师信创作的浮世绘书，以通俗易懂的假名书写，包含“武士道”一词。武士道作为一种武士价值体系，以多种形式存在，其历史可以追溯到中世纪。随着 12 世纪武士阶级和将军源赖朝的崛起，武士道的不成文形式首次出现。